# Critérium del Dauphiné 2016
La 68.ª edición de la competición ciclista Critérium del Dauphiné se celebró en Francia entre el 5 y el 12 de junio de 2016 sobre un recorrido de 1147,4 kilómetros. Comenzando en Les Gets y finalizando en la estación de esquí SuperDévoluy.
Hizo parte del UCI WorldTour 2016, siendo la decimosexta competición del calendario de máxima categoría mundial.
La carrera fue ganada por el corredor británico Chris Froome del equipo Team Sky, en segundo lugar Romain Bardet (Ag2r La Mondiale) y en tercer lugar Daniel Martin (Etixx-Quick Step).

## Equipos participantes
Tomaron parte en la carrera 22 equipos: los 18 UCI ProTeam (al tener asegurada y ser obligatoria su participación), más 4 equipos Profesionales Continentales invitados por la organización. Cada formación estuvo integrada por 8 ciclistas, formando así un pelotón de 176 corredores (el máximo permitido en carreras ciclistas).
| Equipo                     | Cód. UCI | Categoría               | Ciclista que más destacó |
| -------------------------- | -------- | ----------------------- | ------------------------ |
| Team Sky                   | SKY      | UCI ProTeam             | Christopher Froome       |
| BMC Racing Team            | BMC      | UCI ProTeam             | Richie Porte             |
| Tinkoff                    | TNK      | UCI ProTeam             | Alberto Contador         |
| FDJ                        | FDJ      | UCI ProTeam             | Thibaut Pinot            |
| Etixx-Quick Step           | EQS      | UCI ProTeam             | Daniel Martin            |
| Astana Pro Team            | AST      | UCI ProTeam             | Fabio Aru                |
| Ag2r La Mondiale           | ALM      | UCI ProTeam             | Romain Bardet            |
| Orica GreenEDGE            | OGE      | UCI ProTeam             | Adam Yates               |
| Team Katusha               | KAT      | UCI ProTeam             | Alexander Kristoff       |
| Lotto Soudal               | LTS      | UCI ProTeam             | Jens Debusschere         |
| Cofidis, Solutions Crédits | COF      | Profesional Continental | Nacer Bouhanni           |
| Dimension Data             | DDD      | UCI ProTeam             | Edvald Boasson Hagen     |
| Trek-Segafredo             | TFS      | UCI ProTeam             | Niccolò Bonifazio        |
| Movistar Team              | MOV      | UCI ProTeam             | Jesús Herrada            |
| Direct Énergie             | DEN      | Profesional Continental | Fabrice Jeandesboz       |
| Cannondale                 | CPT      | UCI ProTeam             | Pierre Rolland           |
| Team LottoNL-Jumbo         | TLJ      | UCI ProTeam             | George Bennett           |
| IAM Cycling                | IAM      | UCI ProTeam             | Stef Clement             |
| Wanty-Groupe Gobert        | WGG      | Profesional Continental | Enrico Gasparotto        |
| Bora-Argon 18              | BOA      | Profesional Continental | Sam Bennett              |
| Lampre-Merida              | LAM      | UCI ProTeam             | Louis Meintjes           |
| Team Giant-Alpecin         | TGA      | UCI ProTeam             | John Degenkolb           |

## Etapas
El Critérium del Dauphiné dispuso de un prólogo y siete etapas para un recorrido total de 1147,4 kilómetros.
| Etapa     | Fecha     | Recorrido                                  | type                   | Distancia (km) | Ganador              | Líder            |
| --------- | --------- | ------------------------------------------ | ---------------------- | -------------- | -------------------- | ---------------- |
| Prólogo   | 5 de jun  | Les Gets – Les Gets                        | prólogo                | 3,9            | Alberto Contador     | Alberto Contador |
| 1.ª etapa | 6 de jun  | Cluses – Saint-Vulbas                      | etapa escarpada        | 186            | Nacer Bouhanni       | Alberto Contador |
| 2.ª etapa | 7 de jun  | Crêches-sur-Saône – Chalmazel-Jeansagnière | etapa de media montaña | 167,5          | Jesús Herrada        | Alberto Contador |
| 3.ª etapa | 8 de jun  | Boën – Tournon-sur-Rhône                   | etapa escarpada        | 182            | Fabio Aru            | Alberto Contador |
| 4.ª etapa | 9 de jun  | Tain-l'Hermitage – Belley                  | etapa de media montaña | 176            | Edvald Boasson Hagen | Alberto Contador |
| 5.ª etapa | 10 de jun | La Ravoire – Vaujany                       | etapa de montaña       | 140            | Chris Froome         | Chris Froome     |
| 6.ª etapa | 11 de jun | La Rochette – Méribel                      | etapa de montaña       | 141            | Thibaut Pinot        | Chris Froome     |
| 7.ª etapa | 12 de jun | Le Pont-de-Claix – SuperDévoluy            | etapa de montaña       | 151            | Stephen Cummings     | Chris Froome     |

## Clasificaciones finales
- Las clasificaciones finalizaron de la siguiente forma:[6]

### Clasificación general
| Posición | Ciclista           | Equipo           | Tiempo           |
| -------- | ------------------ | ---------------- | ---------------- |
|          | Christopher Froome | Sky              | 29 h 59 min 31 s |
| 2.º      | Romain Bardet      | Ag2r La Mondiale | a 12 s           |
| 3.º      | Daniel Martin      | Etixx-Quick Step | a 19 s           |
| 4.º      | Richie Porte       | BMC Racing       | a 21 s           |
| 5.º      | Alberto Contador   | Tinkoff          | a 35 s           |
| 6.º      | Julian Alaphilippe | Etixx-Quick Step | a 51 s           |
| 7.º      | Adam Yates         | Orica GreenEDGE  | a 57 s           |
| 8.º      | Diego Rosa         | Astana           | a 1 min 13 s     |
| 9.º      | Louis Meintjes     | Lampre-Merida    | a 1 min 30 s     |
| 10.º     | Pierre Rolland     | Cannondale       | a 2 min 43 s     |

### Clasificación de la montaña
| Posición | Ciclista             | Equipo           | Puntos |
| -------- | -------------------- | ---------------- | ------ |
|          | Daniel Teklehaimanot | Dimension Data   | 44     |
| 2.º      | Tsgabu Grmay         | Lampre-Merida    | 39     |
| 3.º      | Thibaut Pinot        | FDJ              | 37     |
| 4.º      | Stephen Cummings     | Dimension Data   | 22     |
| 5.º      | Romain Bardet        | Ag2r La Mondiale | 22     |

### Clasificación por puntos
| Posición | Ciclista             | Equipo           | Puntos |
| -------- | -------------------- | ---------------- | ------ |
|          | Edvald Boasson Hagen | Dimension Data   | 59     |
| 2.º      | Julian Alaphilippe   | Etixx-Quick Step | 54     |
| 3.º      | Sam Bennett          | Bora-Argon 18    | 42     |
| 4.º      | Daniel Martin        | Etixx-Quick Step | 38     |
| 5.º      | Christopher Froome   | Sky              | 37     |

### Clasificación de los jóvenes
| Posición | Ciclista           | Equipo           | Puntos           |
| -------- | ------------------ | ---------------- | ---------------- |
|          | Julian Alaphilippe | Etixx-Quick Step | 30 h 00 min 22 s |
| 2.º      | Adam Yates         | Orica GreenEDGE  | a 6 s            |
| 3.º      | Louis Meintjes     | Lampre-Merida    | a 39 s           |
| 4.º      | Emanuel Buchmann   | Bora-Argon 18    | a 7 min 22 s     |
| 5.º      | Dayer Quintana     | Movistar         | a 19 min 37 s    |

### Clasificación por equipos
| Posición | Equipo           | Tiempo           |
| -------- | ---------------- | ---------------- |
|          | Team Sky         | 90 h 04 min 20 s |
| 2.º      | BMC Racing Team  | a 13 min 47 s    |
| 3.º      | Ag2r La Mondiale | a 14 min 06 s    |
| 4.º      | Etixx-Quick Step | a 15 min 36 s    |
| 5.º      | Tinkoff          | a 20 min 38 s    |

## Evolución de las clasificaciones
| Etapa (Vencedor)                | Clasificación general | Clasificación de la montaña | Clasificación por puntos | Clasificación de los jóvenes | Clasificación por equipos |
| ------------------------------- | --------------------- | --------------------------- | ------------------------ | ---------------------------- | ------------------------- |
| Prólogo (Alberto Contador)      | Alberto Contador      | Alberto Contador            | Alberto Contador         | Julian Alaphilippe           | Sky                       |
| 1ª etapa (Nacer Bouhanni)       | Alberto Contador      | Alberto Contador            | Nacer Bouhanni           | Julian Alaphilippe           | Sky                       |
| 2ª etapa (Jesús Herrada)        | Alberto Contador      | Alberto Contador            | Nacer Bouhanni           | Julian Alaphilippe           | Sky                       |
| 3ª etapa (Fabio Aru)            | Alberto Contador      | Alberto Contador            | Nacer Bouhanni           | Julian Alaphilippe           | Sky                       |
| 4ª etapa (Edvald Boasson Hagen) | Alberto Contador      | Alberto Contador            | Edvald Boasson Hagen     | Julian Alaphilippe           | Sky                       |
| 5ª etapa (Christopher Froome)   | Christopher Froome    | Daniel Teklehaimanot        | Edvald Boasson Hagen     | Julian Alaphilippe           | Sky                       |
| 6ª etapa (Thibaut Pinot)        | Christopher Froome    | Daniel Teklehaimanot        | Edvald Boasson Hagen     | Julian Alaphilippe           | Sky                       |
| 7ª etapa (Stephen Cummings)     | Christopher Froome    | Daniel Teklehaimanot        | Edvald Boasson Hagen     | Julian Alaphilippe           | Sky                       |
| Final                           | Christopher Froome    | Daniel Teklehaimanot        | Edvald Boasson Hagen     | Julian Alaphilippe           | Sky                       |

## UCI World Tour
El Critérium del Dauphiné otorga puntos para el UCI WorldTour 2016 para corredores de equipos en las categorías UCI ProTeam, Profesional Continental y Equipos Continentales. La siguiente tabla corresponde al baremo de puntuación:
| Posición              | 1.ª | 2.ª | 3.ª | 4.ª | 5.ª | 6.ª | 7.ª | 8.ª | 9.ª | 10.ª |
| Clasificación general | 100 | 80  | 70  | 60  | 50  | 40  | 30  | 20  | 10  | 4    |
| Por etapa             | 6   | 4   | 2   | 1   | 1   |     |     |     |     |      |

| Clasificación | Clasificación      | Clasificación    | Clasificación | Clasificación | Clasificación |
| Posición      | Ciclista           | Equipo           | General       | Etapa         | Total         |
| ------------- | ------------------ | ---------------- | ------------- | ------------- | ------------- |
| 1.º           | Christopher Froome | Team Sky         | 100           | 9             | 109           |
| 2.º           | Romain Bardet      | Ag2r La Mondiale | 80            | 6             | 86            |
| 3.º           | Daniel Martin      | Etixx-Quick Step | 70            | 8             | 78            |
| 4.º           | Richie Porte       | BMC Racing Team  | 60            | 8             | 68            |
| 5.º           | Alberto Contador   | Tinkoff          | 50            | 7             | 57            |
| 6.º           | Julian Alaphilippe | Etixx-Quick Step | 40            | 6             | 46            |
| 7.º           | Adam Yates         | Orica GreenEDGE  | 30            | 3             | 33            |
| 8.º           | Diego Rosa         | Astana Pro Team  | 20            | -             | 20            |
| 9.º           | Louis Meintjes     | Lampre-Merida    | 10            | 1             | 11            |
| 10.º          | Pierre Rolland     | Cannondale       | 4             | -             | 4             |

Además, también otorgó puntos para el UCI World Ranking (clasificación global de todas las carreras internacionales).
| Posición              | 1º  | 2º  | 3º  | 4º  | 5º  | 6º  | 7º  | 8º  | 9º  | 10º |
| Clasificación general | 500 | 400 | 325 | 275 | 225 | 175 | 150 | 125 | 100 | 85  |
| Por etapa             | 60  | 25  | 10  |     |     |     |     |     |     |     |
| Líder                 | 10  |     |     |     |     |     |     |     |     |     |

| Clasificación | Clasificación      | Clasificación    | Clasificación | Clasificación | Clasificación | Clasificación |
| Posición      | Ciclista           | Equipo           | General       | Etapa         | Líder         | Total         |
| ------------- | ------------------ | ---------------- | ------------- | ------------- | ------------- | ------------- |
| 1.º           | Christopher Froome | Team Sky         | 500           | 70            | 30            | 600           |
| 2.º           | Romain Bardet      | Ag2r La Mondiale | 400           | 35            | -             | 435           |
| 3.º           | Daniel Martin      | Etixx-Quick Step | 325           | 35            | -             | 360           |
| 4.º           | Alberto Contador   | Tinkoff          | 225           | 60            | 50            | 335           |
| 5.º           | Richie Porte       | BMC Racing Team  | 275           | 50            | -             | 325           |
| 6.º           | Julian Alaphilippe | Etixx-Quick Step | 175           | 25            | -             | 200           |
| 7.º           | Adam Yates         | Orica GreenEDGE  | 150           | 10            | -             | 160           |
| 8.º           | Diego Rosa         | Astana Pro Team  | 125           | -             | -             | 125           |
| 9.º           | Louis Meintjes     | Lampre-Merida    | 100           | -             | -             | 100           |
| 10.º          | Pierre Rolland     | Cannondale       | 85            | -             | -             | 85            |